# Oreodera charisoma
Oreodera charisoma là một loài bọ cánh cứng trong họ Cerambycidae.